# Pro Contra
Pro Contra – polska żeńska grupa wokalna istniejąca w latach 1970–1981, utworzona przez muzyka i kompozytora Bernarda Sołtysika.
Działalność artystyczna przyniosła zespołowi oraz jego twórcy nagrody oraz wyróżnienia w plebiscytach polskiej piosenki oraz na festiwalach piosenki w kraju i za granicą. Wśród nagród i wyróżnień można wymienić: Międzynarodowe Spotkania Wokalistów Jazzowych w Lublinie za piosenkę A ja wciąż nie wierzę, zwycięstwo w telewizyjnym Studiu 13 piosenką Jeszcze dzionek zaczekam, Nagroda Srebrnego Pierścienia oraz nagroda dziennikarzy i publiczności za piosenkę Kochajmy wojskowe orkiestry na Festiwalu w Kołobrzegu, oraz nagrody w Giełdzie Piosenki Radiowej ZAKR.
Podczas Międzynarodowego Festiwalu Piosenki w Sopocie w latach 1972–1978 zespół akompaniował wokalistom, a dwukrotnie: w 1974 i 1976, wystąpił samodzielnie jako gość Dnia Polskiego w Gali Polskiej Piosenki. Zespół występował na Festiwalu Piosenki Radzieckiej w Zielonej Górze.
Zespół wystąpił w filmie Milion za Laurę jako pielęgniarki śpiewające w szpitalu psychiatrycznym z piosenką Walc pielęgniarek oraz w programie telewizyjnym Suita polska.
W filmie Milioner zespół zaśpiewał piosenkę Mężczyzna w swoim stylu.
Grupa koncertowała w Polsce i poza jej granicami, m.in. w Bułgarii, Czechosłowacji, RFN, NRD, Rumunii, Stanach Zjednoczonych, Związku Radzieckim. W Friedrichstadt-Palast w Berlinie zespół wystąpił jako gwiazda międzynarodowego programu.
Podczas występów zagranicznych zrealizowano recitale telewizyjne oraz nagrania radiowe w takich miastach jak: Berlin, Rostock, Drezno, Moskwa, Tbilisi, Baku, Kijów, Kiszyniów, Wilno, Ryga, Ostrawa oraz dla Deutsche Rundfunk w Kolonii oraz czeskiego radia w Ostrawie.

## W zespole występowały
- Elżbieta Jagiełło,
- Jadwiga Radzikowska,
- Elżbieta Ostojska,
- Lucyna Owsińska,
- Elżbieta Wysocka,
- Krystyna Stolarska, Gayga
- Jolanta Szymańska,
- Ewa Cichocka,
- Niki Ikonomu,
- Elżbieta Linkowska,
- Danuta Strzelecka,
- Bogumiła Pawłowska,
- Maria Osuch,
- Sława Mikołajczyk,
- Izabella Giersztof,
- Bogumiła Kowalska,
- Alicja Godlewska,
- Aleksandra Naumik
- Grażyna Piechnat.